# Alfredo Ramos dos Santos
Pour les articles homonymes, voir Alfredo Ramos.

Alfredo II, Alfredo dos Santos

Alfredo Ramos dos Santos, mieux connu sous le nom de Alfredo II est un footballeur brésilien, né le 1er janvier 1920 à Rio de Janeiro et mort le 23 octobre 1997.
Évoluant au poste de milieu de terrain, il fait l'essentiel de sa carrière au CR Vasco da Gama avec lequel il remporte  cinq championnats de Rio de Janeiro et le championnat sud-américain des clubs champions 1948
Il compte quatre sélections pour un but inscrit en équipe nationale avec laquelle il termine deuxième de la Coupe du monde 1950.

## Biographie
Alfredo Ramos dos Santos rejoint les rangs amateurs du CR Vasco da Gama au milieu de l'année 1936. Évoluant au poste de milieu de terrain, il signe son premier contrat professionnel en 1939 et, le 19 décembre de la même année, fait ses débuts en équipe première face aux argentins du CA Independiente. Il prend rapidement le surnom d'Alfredo II en raison de la présence d'un autre Alfredo au sein de l'équipe. Après deux titres de championnats de Rio de Janeiro en 1945, 1947 et une victoire en championnat sud-américain des clubs champions 1948, un contrat lui est proposé par le CR Flamengo mais ne dispute que deux rencontres avec ce club avant de revenir, en pleurs, au CR Vasco da Gama sans apposer sa signature,. Il remporte trois autres titres de champion de Rio de Janeiro avec le club en 1949, 1950 et 1952 avant de mettre fin à sa carrière en 1956.
En sélection, il dispute six rencontres dont quatre officielles. Il dispute la Coupe du monde 1950, et joue le match contre la Suisse, le 28 juin 1950. Il inscrit le premier but de la rencontre, terminée sur le score de deux buts partout, à la troisième minute. C'est sa seule apparition lors de la compétition.